# رودولف کمپه
رودولف کمپه (انگلیسی: Rudolf Kempe؛ زاده ۱۴ ژوئن ۱۹۱۰ درگذشته ۱۲ مه ۱۹۷۶) یک رهبر ارکستر اهل آلمان بود.